# Alliance franco-autrichienne
L'Alliance franco-autrichienne était une alliance diplomatique et militaire entre la France et l'Autriche  conclue en 1756 à la suite du traité de Versailles qui a perduré jusqu'à la Révolution française.
L'Alliance a connu son apogée pendant la guerre de Sept Ans, lorsque la France et l'Autriche ont uni leurs forces pour lutter contre l'ennemi commun, la Prusse. Après la défaite des alliés dans cette guerre, l'alliance faiblit, et dans les années 1780, elle était devenue quelque chose ressemblant plus à une formalité - lorsque l'Autriche a brièvement examiné l'idée d'entrer dans la guerre d'Indépendance américaine aux côtés de l'Angleterre contre la France. 
Au moment de la Révolution française - alors que la France devenait, d'abord, une monarchie constitutionnelle, puis renversait et exécutait son roi - elle s'acheva alors que l'Autriche tentait activement de rétablir la monarchie française en entrant en guerre avec la nouvelle République française.

## Contexte
Tout au long des XVIIe et XVIIIe siècles, la France et l'Autriche avaient été ennemis et à plusieurs reprises en guerre l'une contre l'autre. Pendant la guerre de Succession de Pologne, la France et ses alliés ont réussi à affaiblir considérablement l'Autriche et l'ont contrainte à renoncer à de petites portions de son territoire. Dans la guerre de Succession d'Autriche, la France alliée à la Prusse a attaqué l'Autriche, à l'issue de quoi l'Autriche a été contrainte de céder sa province la plus riche et la plus prisée, la Silésie, à la Prusse.
L'échec de la Grande-Bretagne dans ces deux guerres pour éviter des pertes à l'Autriche a conduit à une réévaluation de l'alliance anglo-autrichienne qui existait depuis 1731, et l'Autriche a commencé à envisager de trouver de nouveaux alliés qui pourraient l'aider à récupérer la Silésie. Ceci a été la première priorité de Marie-Thérèse, l'impératrice d'Autriche.

## Révolution diplomatique

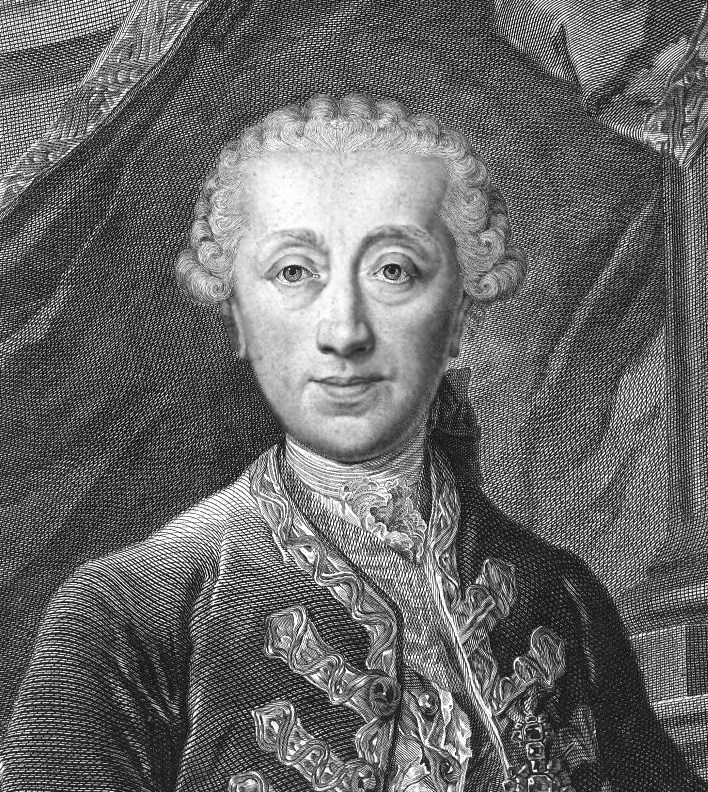
Le comte Wenzel Anton von Kaunitz-Rietberg était l'un des principaux négociateurs de l'alliance franco-autrichienne.

En 1754, six ans après le traité d'Aix-la-Chapelle qui avait mis fin à la guerre précédente, une nouvelle figure, von Kaunitz était entré dans le cercle du pouvoir à Vienne en tant que proche conseiller de Marie-Thérèse. Il s'est engagé à mettre fin à l'alliance anglaise, et à rechercher un nouveau partenaire militaire. Son amitié avec l'ambassadeur français Choiseul a créé un lien étroit entre Paris et Vienne, et Choiseul a indiqué à Kaunitz que la France était disposée à envisager un rapprochement avec l'Autriche, malgré l'antagonisme historique entre les deux États.
Lorsqu'en 1756, la Grande-Bretagne signa une alliance défensive limitée avec la Prusse, les Autrichiens et les Français ont été scandalisés car il la percevaient comme une trahison de leurs alliés respectifs. En réponse, l'Autriche et la France ont signé une alliance défensive, le premier traité de Versailles. Elle prévoyait que si l'un des deux pays était attaqué par un tiers, l'autre viendrait à son secours. Comme les Autrichiens étaient en train de planifier une attaque contre la Prusse afin de reprendre la Silésie, le traité a été considéré comme un moyen d'empêcher à toute autre puissance d'intervenir aux côtés des Prussiens. Ces changements politiques brusques faisaient partie de ce qui devint connu sous le nom stately quadrille.

## Guerre de Sept Ans

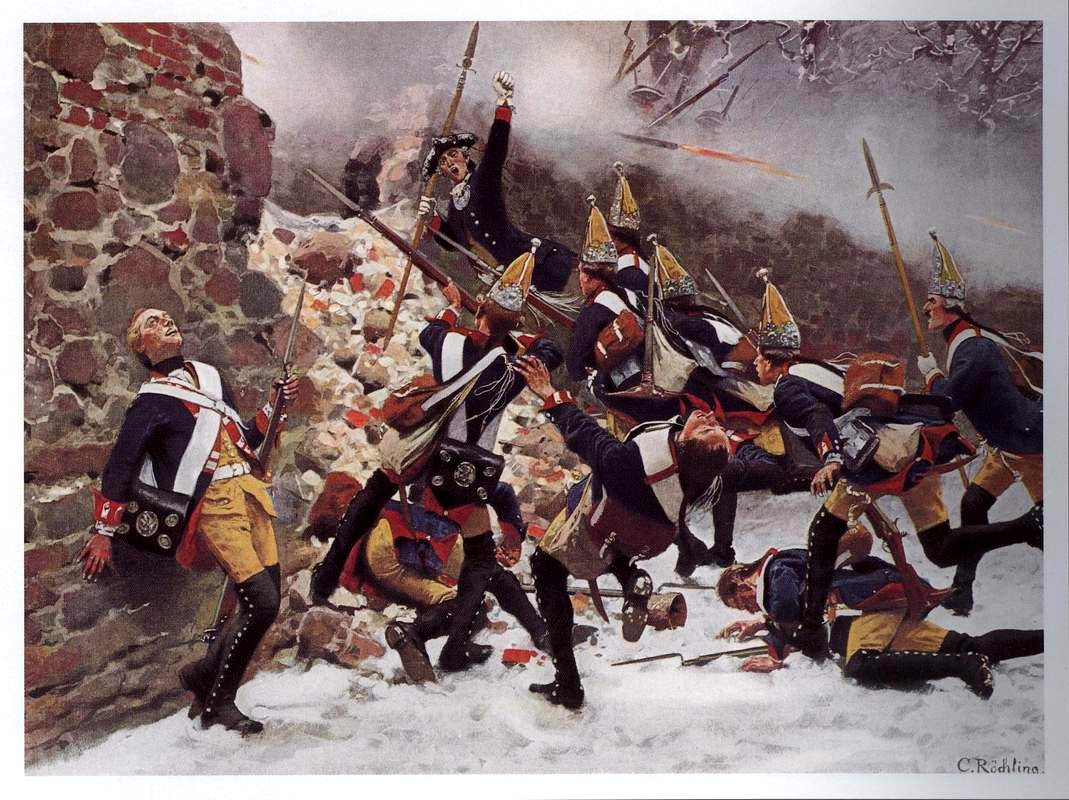
La bataille de Leuthen en 1757 a été un tournant majeur dans la guerre, contrecarrant la tentative de l'Autriche d'envahir la Prusse et de conclure rapidement le conflit.

En août 1756, Frédéric II de Prusse, craignant que son pays soit sur le point d'être envahi et partagé par ses ennemis, lance une attaque préventive contre la Saxe, allié de l'Autriche, et réussit à l'envahir. Ceci a déclenché la déclaration de la guerre de Sept Ans, l'Autriche entrant en guerre avec la Prusse, avec la France comme  alliée. À la suite du traité de Saint-Pétersbourg, la Suède et la Russie rejoignent l'alliance anti-allemande. La Grande-Bretagne était le seul allié majeur de la Prusse, bien que Londres n'entrât en guerre qu'avec la France et pas contre l'Autriche, la Russie, la Saxe ou de la Suède.
L'alliance a atteint son apogée fin 1757, lorsque la France envahit le Hanovre, les troupes autrichiennes reprennent la Saxe, et que l'Autriche libère sa province de Bohême qui avait été occupée par les Prussiens. Après avoir signé le second traité de Versailles en 1757, les Français sont maintenant engagés dans une guerre offensive et envoient des troupes pour aider les Autrichiens contre la Prusse, ainsi qu'une aide financière pour soutenir les grandes armées que les Autrichiens engagent sur le terrain. À l'automne 1757, il est apparu que les forces franco-autrichienne submergeraient la Prusse beaucoup plus petite, et ensuite la partitionnerait avec leurs alliés. Deux victoires décisives de la Prusse à Rossbach et à Leuthen mis fin à cette partie offensive de la guerre.
France et Autriche combattaient pour défaire leurs ennemis, tandis que les Prussiens se battaient pour mener le conflit à une impasse. Ce conflit qui a été extrêmement coûteux en termes d'hommes, de ressources et d'argent, a conduit la France au bord de la faillite. Alors que les troupes françaises affluaient en Allemagne, la Grande-Bretagne a attaqué les colonies françaises dans le monde entier, provoquant la perte de la plupart des colonies nord-américaines, des Caraïbes, d'Afrique et d'Asie. La France a finalement été contrainte d'abandonner son engagement financier envers l'Autriche en raison d'un manque d'argent pour l'honorer. La France et l'Autriche ont poursuivi des combats en Allemagne jusqu'à la fin 1762, quand l'armistice a été signé avec la Grande-Bretagne et la Prusse. Le traité de Paris a contraint l'Autriche a reconnaître la souveraineté de la Prusse sur la Silésie tandis que la France a dû céder un certain nombre de ses colonies à la Grande-Bretagne. La guerre a été extrêmement coûteuse et a laissé une grande partie de l'Europe centrale en ruines, avec peu d'avantages continentaux perceptibles pour l'un des participants.

## Alliance en temps de paix

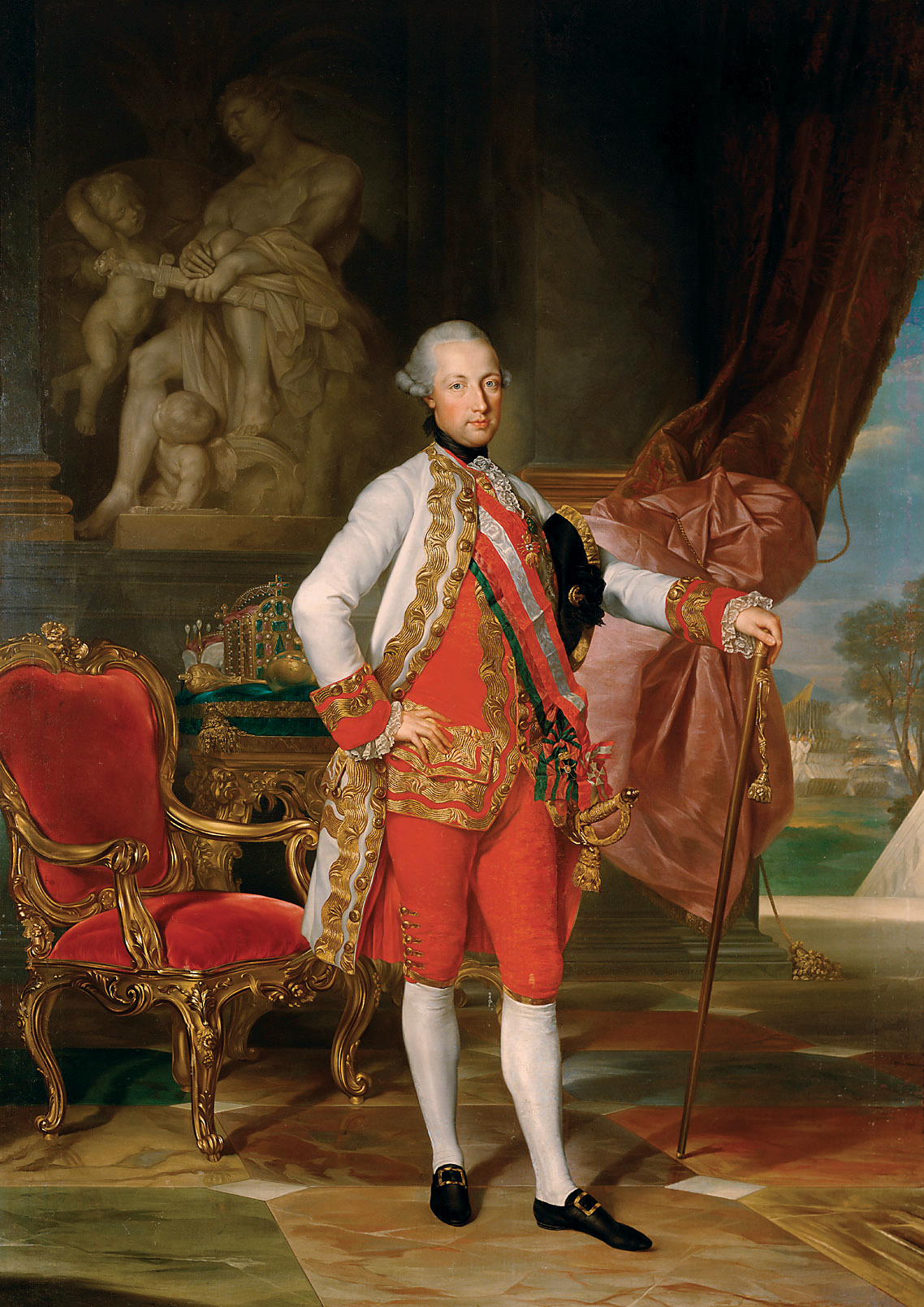
L'alliance a été affaiblie lorsque Joseph II accéda au trône d'Autriche

L'Autriche et la France ont chacune été déçue par les performances militaires de l'autre pendant la guerre. L'échec des deux États (et leurs alliés) à vaincre la Prusse a été considéré par Paris comme une des principales raisons de la perte par la France de nombreuses colonies au profit des Britanniques, tandis que les Autrichiens n'ont guère été impressionnés par le niveau de l'aide française reçu en vue de récupérer la Silésie. Cette déception a conduit à un refroidissement des relations entre les deux États, la France s'est rapprochée de son voisin, l'Espagne, tandis que l'Autriche s'est tournée vers son allié russe à l'Est, avec lequel elle partageait une hostilité envers l'Empire ottoman.
Dans les années 1780, l'alliance s'était étiolée, en raison de la mort de Marie-Thérèse. Le nouvel empereur Joseph II était plus disposé à envisager la création de nouvelles alliances - éventuellement avec la Grande-Bretagne. La Grande-Bretagne menait à l'époque une guerre dans le monde entier contre la France, l'Espagne, Mysore, la République néerlandaise et les États-Unis, qui avait déclaré leur indépendance en 1776. La Grande-Bretagne était isolée diplomatiquement et sans allié majeur. La Grande-Bretagne a ensuite tenté d'obtenir le soutien autrichien, espérant qu'une attaque autrichienne contre la France ferait revenir des troupes françaises sur le continent  aux dépens de l'Atlantique, préservant ainsi les précieuses colonies des Indes occidentales de la Grande-Bretagne.
Bien que l'Autriche soit finalement restée neutre dans le conflit, l'alliance a été considérablement affaiblie - à cause en partie l'abstention de la France à soutenir efficacement l'Autriche dans la brève guerre de Succession de Bavière contre la Prusse. L'un des liens les plus forts qui subsistent entre les deux États était le mariage de Marie-Antoinette, fille de Marie-Thérèse et de François I, avec le dauphin futur Louis XVI en 1770. Marie-Antoinette a été considérée par le public français comme ayant une influence néfaste sur son mari, le persuadant de suivre une ligne pro-autrichienne. En réalité, elle avait peu d'influence sur le roi qui a, plutôt, été guidé par ses ministres, y compris l'anti-autrichien comte de Vergennes.

## Révolution française
La Révolution française a rompu les liens entre les deux États. En 1792, les Autrichiens ont envoyé des troupes pour envahir la France, menaçant de détruire Paris, si Louis XVI, maintenant réduit à un monarque constitutionnel, n'était pas rétabli à son statut précédent. Les Autrichiens ont subi une défaite à la bataille de Valmy et Louis XVI a été renversé et, avec Marie-Antoinette, exécuté l'année suivante. L'Autriche rejoignit alors une coalition d'États essayant d'écraser les révolutionnaires français par la force, Vienne devenant l'un des centres d'activités contre-révolutionnaires, donnant refuge à de nombreux réfugiés royalistes français.

## Guerres napoléoniennes
Après que l'empire d'Autriche a été défait dans la guerre de la Cinquième Coalition en 1809 par le Premier Empire, l'alliance a été brièvement relancée. La seconde fille de François Ier d'Autriche, Marie-Louise, mariée à Napoléon Ier, est devenue impératrice des Français. Les Autrichiens ont contribué à hauteur de 34 000 hommes à la Grande Armée lors de campagne de Russie.
L'alliance prit fin après la retraite de Russie de Napoléon, et l'Autriche a rejoint la sixième Coalition en 1813.